# An American Haunting
An American Haunting è un film horror del 2005, diretto da Courtney Solomon.

## Trama
Basato su una storia realmente accaduta, il film racconta la storia di una famiglia del Tennessee che tra il 1818 e il 1820 è stata presa di mira da uno spirito evocato da una donna accusata di stregoneria. La forza e la potenza dello spirito arrivarono a causare la morte di uno dei membri della famiglia. La vicenda è considerata come l'unico caso nella storia degli Stati Uniti in cui uno spirito o una qualche altra entità ha causato la morte di un uomo.

## Soggetto
La sceneggiatura di Courtney Solomon si basa sul romanzo The Bell Witch: An American Haunting di Brent Monahan, per la cui scrittura l'autore ha ricercato informazioni concernenti il caso della strega dei Bell. Malgrado lo sfondo misterico dell'intero racconto, si tratta dell'unico caso accertato e riconosciuto nella storia della legislazione statunitense di decesso avvenuto per cause soprannaturali.
Comunque, gli autori si sono sforzati «di correggere in seguito gli elementi soprannaturali per offrire una spiegazione umana del terrore».

## Distribuzione
Il film è stato oggetto di un'anteprima mondiale il 5 novembre 2005 all'AFI Film Festival. Il 14 aprile 2006 è stato distribuito nel Regno Unito, e meno di un mese dopo, il 5 maggio, è uscito negli Stati Uniti d'America.

## Accoglienza

### Critica
An American Haunting è stato generalmente stroncato sia dalla critica cinematografica che dal pubblico, come dimostrano i risultati ottenuti al botteghino internazionale.
Per John Anderson della rivista d'intrattenimento Variety il film non riesce nell'intento drammatico ricercato dal regista e sceneggiatore Courtney Solomon, risultando invece un prodotto dai caratteri sfumati anche a causa della storia di fondo difficile da adattare su pellicola. Tra gli altri aspetti criticati, la recitazione sottile, il «manierismo intenzionale» che porta un thriller sulla possessione ad assumere i contorni di una commedia involontaria.
Secondo Bloody Disgusting, sussisteva il potenziale per essere un buon film ma la regia, la fotografia tendenziosa di Adrian Biddle dovuta agli errori stilistici di Solomon, la storia piatta e noiosa e il finale sfruttato hanno contribuito a creare l'«ultima delusione del regista Courtney Solomon» (citando il disastroso Dungeons & Dragons - Che il gioco abbia inizio). Al film vengono assegnati 4 punti su un totale di 10.
Per contro, Ain't It Cool News lo giudica un film «tecnicamente ben fatto» nonostante i pochi effetti speciali presenti, apprezzando la qualità e la scelta dell'immagine. Le critiche negative convergono sulla trama, della quale molti punti non paiono chiari rimanendo a metà tra il sogno e la realtà; il finale a sorpresa riesce a curare quanto meno questi difetti.

## Differenze con la leggenda
Il film aggiunge e sottrae molti elementi alla leggenda tradizionale della strega dei Bell. Per esempio, viene suggerito che Betsy abbia creato la strega per proteggersi dagli abusi sessuali di suo padre John, mentre la versione oggi pervenutaci sostiene che la strega fosse Kate Batts. Anche se l'elemento delle violenze domestiche non possa essere escluso definitivamente, in quanto argomento estremamente delicato, potrebbe essere stato inserito volutamente senza alcun fondamento storico dagli autori per spiegare i presunti segnali d'avvertimento che pareva lanciare il poltergeist ai membri della famiglia Bell.
Anche la morte di John Bell è vittima di un profondo cambiamento: se nella leggenda muore a causa del poltergeist, i malefici di Kate Batts o altri fenomeni sovrannaturali, nel film si suppone che Besty sia responsabile della sua morte, con la complicità della signora Bell nell'uccisione.